# مد قرمزي
مد قرمزي (بالإنجليزية: Crimson Tide)‏ هو فيلم أكشن إثارة أمريكي إنتاج 1995 من إخراج توني سكوت وبطولة دنزل واشنطن، جين هاكمان، جورج دزوندزا، مات كرافن وفيجو مورتينسين.
تم عرض الفيلم في الولايات المتحدة في 12 مايو 1995.